# Ange Vergèce
Ange Vergèce (en grec : Άγγελος Βεργίκιος) (1505–1569), est un maître écrivain d’origine crétoise, actif à Venise puis en France.

## Biographie
Vergèce est issu d’une des grandes familles de Crète ; il est probablement de La Canée, port sous domination vénitienne.
Il arrive à Venise autour de 1530 et y exerce déjà son métier d’écrivain puisqu’on connaît un manuscrit de sa main daté de 1535 dans cette ville. Il perfectionne probablement sa manière au contact d’Alde l'Ancien, imprimeur versé dans les textes humanistes. L’ambassadeur de France auprès de la Sérénissime est alors Lazare de Baïf.
Peu avant 1538, on retrouve Vergèce à Paris, sans doute dans le sillage de Lazare de Baïf ; il enseignera le grec au fils de Lazare, le poète Jean-Antoine de Baïf. Vergèce est chargé de la collection royale des manuscrits grecs de Fontainebleau, sous la supervision de Pierre Duchâtel, grand aumônier de François Ier et « maître de la librairie » (bibliothécaire du roi). Cette collection passe sous le règne de François Ier d'une cinquantaine de volumes à plus de cinq cents. Vergèce travaille à une liste préliminaire en 1545, puis rédige des catalogues soignés entre 1549 et 1552, avec la collaboration de Constantin Palaeocappa.
En mars 1545, Vergèce figure dans l’édit rendu par François Ier en faveur des professeurs et lecteurs du Collège royal sous la mention Angelo Vergetio nostre escrivain en grec : il est en effet écrivain ordinaire du roi sous François Ier (puis sous Henri II et Charles IX), et chargé de la correction chez l’imprimeur du roi pour le grec.
Bien payé par le roi, célèbre pour la qualité de son travail, Vergèce, même s'il parle mal le français, pénètre dans les réseaux humanistes, rencontre Pierre de Ronsard, enseigne non seulement l’écriture grecque mais aussi sa prononciation. Sa compagnie et son enseignement sont recherchés par les familles sensibles à la culture humaniste. Il devient emblématique de cette caractéristique fondamentale de la Renaissance : la recherche, la copie et l’étude des textes anciens. Jean-Antoine de Baïf parle ainsi de Vergèce dans l’épître dédicatoire de ses Œuvres en rime (Paris : 1573) adressée à Charles IX :
Ange Vergece, grec, à la gentile main

Pour l’écriture grecque ecrivain ordinére

De vos granpere et pere et le vostre, ut salère

Pour à l’accent des Grecs ma parole dresser,

Et ma main sur le trac de sa lettre adresser.
En 1561, Vergèce a, avec un sergent à verge du Châtelet de Paris, un procès dont les extraits qu'on a conservés ne donnent pas de lumière sur le fond de l’affaire. Il est détenu en attendant le jugement de son appel, puis mis en liberté provisoire (limitée à Paris et ses faubourgs) pour pouvoir « vacquer aux affaires du Roy, lui faire le service qu’il estoit tenu luy faire comme de son estat de scripteur et correcteur de l’impression du Roy en langue grecque ».
Vergèce a une fille qui travaille pour lui en réalisant des illustrations très soignées dans plusieurs de ses manuscrits, ; son travail peut être admiré dans quelques copies du De natura animalium de Manuel Philè.
Nicolas Vergèce, son neveu, l’accompagne dans les milieux humanistes et est lié à Jean-Antoine de Baïf et Ronsard. On connaît de Nicolas Vergèce une Etrene et une Contr-etrene poétiques échangées avec Baïf, et quelques manuscrits grecs.
La dernière date portée sur les manuscrits de Vergèce est 1568. Il meurt en 1569.

## Œuvres

Page de titre de lHexameron copié par Ange Vergèce (Paris Maz. : Ms. 4452).

### Manuscrits
Les manuscrits copiés par Vergèce sont au nombre de plus d’une cinquantaine ; une liste, datant de 1885, figure dans Legrand, p. cxxv-cxxvi. Les auteurs sont souvent des classiques grecs ou latins : Polybe, Manuel Philè, Euclide, Oppien, Homère, etc.
Manuscrits choisis :
- Manuel Philè, De natura animalium (London, British Library : Ms. Burney 97)
- Manuel Philè, De animalium proprietate (Paris, BIU Sainte-Geneviève : Ms. 3401)
- Hexameron, par saint Cyrille ou Georges Pisidès (Paris, Bibl. Mazarine : Ms. 4452)
- Oppien de Syrie, Xénophon et Manuel Philè. Paris BNF (Mss.) : Ms. Grec 2737. Manuscrit daté 1554.

### Polices

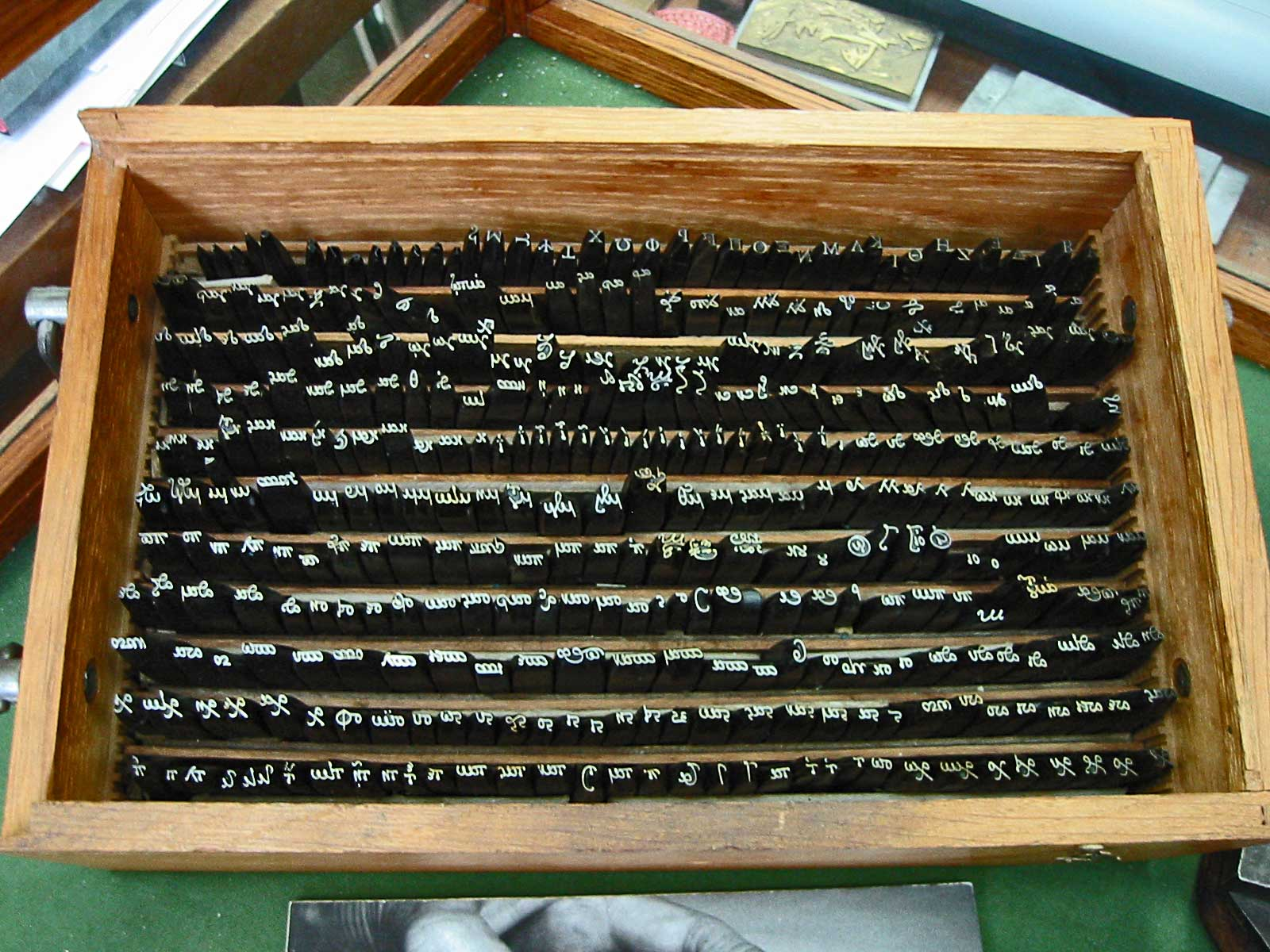
Les « Grecs du roi »

Les « grecs du roi », polices de caractères grecs taillées et fondues par Claude Garamond pour l’imprimeur Robert Estienne, ont été exécutés d’après les modèles de Vergèce entre 1544 et 1550, et peut-être, pour la première police (de corps moyen), sous la supervision de Conrad Néobar, imprimeur du roi pour le grec. Ces caractères dépassaient largement, par leur beauté et la richesse de leurs ligatures, les caractères grecs dessinés par Geoffroy Tory.

### Établissement de texte
En 1554, Vergèce établit le texte grec de Mercurii Trismegisti Poemander, seu de potestate ac sapientia divina…. Paris : Adrien Turnèbe, 1554 (impr. Guillaume Morel), 4°. Traduction latine par Marsile Ficin.

### Traduction
En 1556, Vergèce publie chez Charles Estienne Libellus de fluviorum et montium nominibus et quae in iis reperiuntur, traduction d’un traité attribué à Plutarque. Le livre paraît avec une dédicace à Claude Laval, évêque d’Embrun, et signée Ang. Ver. (Paris BNF),.

## Documents
- Nicander Nucius (Nikandros Noukios), de Corfou, rencontre Vergèce à Paris en 1546 et le mentionne dans ses Voyages[9].
- Il existe des autographes de Vergèce dans les papiers d’Henri de Mesmes (Paris BNF (Mss.) : Ms. Lat. 10327).